# دفع بحري

غرفة ماكينات في سفينة

الدفع البحري (بالإنجليزية: Marine propulsion)‏ هو الآلية أو النظام المستخدم لتوليد قوة الدفع لتحريك سفينة أو قارب عبر المياه. في حين لا يزال استخدام المجاذيف والأشرعة قائما على بعض القوارب الصغيرة إلا أن معظم السفن الحديثة يتم تشغيلها وتوليد قوة دفعها من قبل الأنظمة الميكانيكية التي تتكون محرك أو أكثر.
الدفع البحري هو التخصص الهندسي الذي يعنى بتصميم نظم الدفع البحرية.
حاليا تستخدم المحركات الكهربائية في القوارب الكهربائية والغواصات بعد أن تم إثبات أنها تعطي دفعا مع كفاءة في صرف الطاقة.

## مهام الدفع البحري
- صناعة وتصميم وتشغيل وصيانة محركاتها.
- تشغيل وإدارة ومتابعة الأنظمة الحياتية على السفينة ابتداء من محطات إنتاج المياه العذية حتى معالجة المخلفات البشرية.
- تشغيل معدات الهيدروليك والرفع.

## مجالات أخرى يهتم بها الدفع البحري
- حفر آبار النفط والغاز الطبيعي في المناطق البحرية.
- يدرس تصميم وإنشاء المنصات البحرية والجزر الصناعية ومحطات التزود بالوقود للسفن.

## المهندس البحري
المهندس البحري هو السلطة الثانية مع القبطان في تحديد سرعة التشغيل للسفينه أو تحديد حجم الحمولة في ظل الظروف المناخية المختلفة. ويضم مسمى المهندس البحري أيضا صفة كبير المهندسين في الحياة العملية مع اشتراط الخبرة والكفاءة.

## وصلات خارجية
- تعريف الهندسة البحرية